# Elezioni presidenziali in Francia del 1969
Le elezioni presidenziali in Francia del 1969 si tennero il 1º giugno (primo turno) e il 15 giugno (secondo turno); Georges Pompidou fu eletto Presidente della Repubblica al secondo turno.

## Storia
Le elezioni presidenziali del 1969 sono state le terze elezioni del Presidente della Repubblica francese della Quinta Repubblica.
Esse furono anticipate, rispetto alla scadenza naturale del mandato, a causa delle dimissioni del Presidente de Gaulle a seguito del referendum sulla riforma del Senato e la regionalizzazione dell'aprile 1969.
Il candidato dei gollisti – che godevano di un'ampia maggioranza parlamentare a seguito delle elezioni anticipate del 1968 – è Georges Pompidou, già Primo ministro di de Gaulle; questi è sostenuto anche dai Repubblicani indipendenti di Giscard d'Estaing. 

Alain Poher, all'epoca Presidente del Senato (e in questa veste Presidente della Repubblica ad interim), si candida appoggiato da alcuni partiti centristi. 

La sinistra francese (SFIO, PSU e PCF) non trova un candidato comune, si presenta divisa con ognuno un proprio candidato e nessuno dei tre accede al secondo turno. 

A posteriori – visti i risultati del primo turno – un candidato unico a sinistra avrebbe potuto accedere al secondo turno; l'assenza della sinistra al secondo turno, a causa di divisioni e candidature multiple, si riverificherà alle elezioni presidenziali del 2002. 

Dopo il primo turno, Jacques Duclos, dato che nessuno dei due candidati del secondo turno era di "sinistra" – l'espressione diventata poi celebre fu «bonnet blanc, blanc bonnet» per significare che alla fine i due erano simili –, invita i propri elettori all'astensione o al voto bianco; ciò spiega l'aumento degli astensionisti e dei voti non espressi al secondo turno; e ciò priva Alain Poher di ogni (teorica) possibilità di vittoria al secondo turno.

## Risultati
|                 | Georges Pompidou | Unione dei Democratici per la Repubblica            | 10 051 783 | 44,47 | 11 064 371 | 58,21 |  |  |
|                 | Alain Poher      | Centro Democratico                                  | 5 268 613  | 23,31 | 7 943 118  | 41,79 |  |  |
|                 | Jacques Duclos   | Partito Comunista Francese                          | 4 808 285  | 21,27 |            |       |  |  |
|                 | Gaston Defferre  | Sezione Francese dell'Internazionale Operaia        | 1 133 222  | 5,01  |            |       |  |  |
|                 | Michel Rocard    | Partito Socialista Unificato                        | 816 470    | 3,61  |            |       |  |  |
|                 | Louis Ducatel    | Partito Repubblicano, Radicale e Radical-Socialista | 286 447    | 1,27  |            |       |  |  |
|                 | Alain Krivine    | Lega Comunista                                      | 239 104    | 1,06  |            |       |  |  |
| Totale          | Totale           | Totale                                              | 22 603 924 | 100   | 19 007 489 | 100   |  |  |
|                 |                  |                                                     |            |       |            |       |  |  |
| Voti non validi | Voti non validi  | Voti non validi                                     | 295 036    | 1,29  | 1 303 798  | 6,42  |  |  |
| Votanti         | Votanti          | Votanti                                             | 22 898 960 | 77,59 | 20 311 287 | 68,85 |  |  |
| Elettori        | Elettori         | Elettori                                            | 29 513 361 |       | 29 500 334 |       |  |  |